# Cetradonia
Cetradonia is een monotypisch geslacht van korstmossen behorend tot de familie Cladoniaceae. Het bevat alleen de soort Cetradonia linearis. 